# Synagoga w Pucku
Synagoga w Pucku – założona około 1857 roku, po zburzeniu starej synagogi, w domu mieszczącym się przy ulicy Brama Rybacka 28. Podczas II wojny światowej hitlerowcy doszczętnie zniszczyli synagogę. Po wojnie jej nie odbudowano.